# Cully (Offaly)
Cully (irisch An Choillidh) war ein franziskanischer Konvent in Killoughey westlich von Tullamore im County Offaly in Irland, der nach 1677 gegründet wurde.

## Geschichte
Franziskaner waren seit 1293 in Killeigh ansässig. Dieser Konvent wurde 1598 im Zuge der Penal Laws aufgelassen und abgerissen. Dennoch blieben einige der Ordensbrüder in der Region ansässig, andere zogen nach Killurin und später nach Cully. 1677 beantragte Charles O’Molloy bei Papst Innozenz XI. die Gründung einer franziskanischen Niederlassung in Rahan; diese Niederlassung entstand dann aber im benachbarten Cully und nahm die Brüder aus Killeigh und Killurin auf. Der letzte Ordensbruder in Cully starb im Jahre 1781. Im Jahre 1786 unternahm Bischof Plunkett den erfolglosen Versuch, den Konvent in Cully wieder aufleben zu lassen. Von der Anlage blieb lediglich eine Giebelwand erhalten.